# Stalettì
Stalettì est une commune italienne de la province de Catanzaro, dans la région Calabre.

## Administration
| Période                                  | Période | Identité          | Étiquette | Qualité |
| ---------------------------------------- | ------- | ----------------- | --------- | ------- |
| 27 mai 2013                              |         | Concetta Stanizzi | PD        |         |
| Les données manquantes sont à compléter. |         |                   |           |         |

### Hameaux/Frazioni
Caminia, Lucerta, Torre Elena, Copanello (hameaux de Copanello Lido et Copanello Alto), Pietragrande, Santa Maria del Mare et Torrazzo.

### Communes limitrophes
Montauro et Squillace.

## Personnalités liées
- Guglielmo Pepe
- Achille Fazzari